# Pałac Ogińskich w Zalesiu
Pałac Ogińskich (biał. Палац Агінскіх) – klasycystyczny pałac w Zalesiu na Białorusi, zabytek historyczno-kulturalny Białorusi.

## Historia
Tutejszy majątek został kupiony w pierwszej połowie XVIII wieku przez Marcjana Ogińskiego (1672–1750) i od tej pory był własnością rodziny Ogińskich herbu Oginiec, którzy zmienili nazwę wsi na Zalesie. Po śmierci Marcjana dobra były zarządzane przez jego ostatnią, czwartą żonę Teklę Larską, po czym po jej śmierci (ok. 1765 roku) przeszły na jego syna z pierwszego małżeństwa Tadeusza Franciszka Ogińskiego (1712–1783), po którym Zalesie odziedziczył syn Tadeusza Franciszek Ksawery Ogiński (1742–1814). Franciszek, nie mając potomstwa, zostawił Zalesie swojemu bratankowi Michałowi Kleofasowi Ogińskiemu (1765–1833). Po jego śmierci w Zalesiu mieszkał jego syn z drugiego małżeństwa Ireneusz Kleofas Ogiński (1808–1863). Obaj synowie Ireneusza: Bogdan Michał (1848–1909) i Michał Mikołaj (1849–1902) zmarli bezdzietnie i po ich śmierciach majątek przeszedł w ręce krewnych po kądzieli: głównie Załuskich i Skórzewskich. Zalesie rozparcelowano, w 1927 roku resztówkę wielkości około 100 hektarów kupili Żebrowscy, którzy byli ostatnimi właścicielami Zalesia.
Po III rozbiorze Polski w 1795 roku i zajęciu przez Rosję ziem Wielkiego Księstwa Litewskiego majątek znalazł się na terenie powiatu oszmiańskiego (ujezdu) guberni wileńskiej. Po ustabilizowaniu się granicy polsko-radzieckiej w 1921 roku Zalesie znalazło się w składzie II RP, w gminie Bienica w powiecie oszmiańskim województwa wileńskiego. W 1926 roku gmina ta znalazła się w powiecie mołodeczańskim w tymże województwie, od 1945 roku – w ZSRR, od 1991 roku – na terenie Republiki Białorusi.

## Pałac

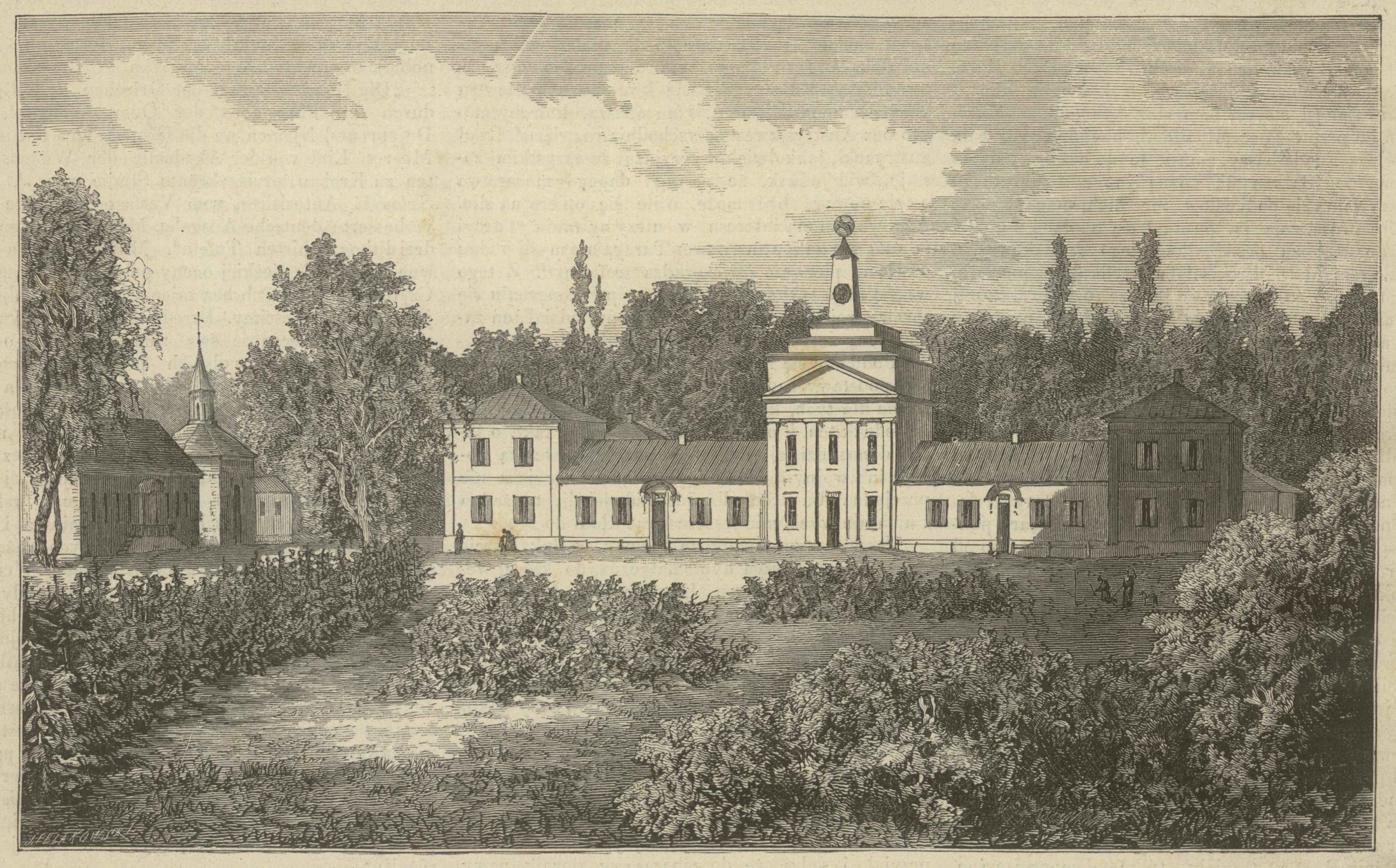
Główne skrzydło pałacu w 1877 roku

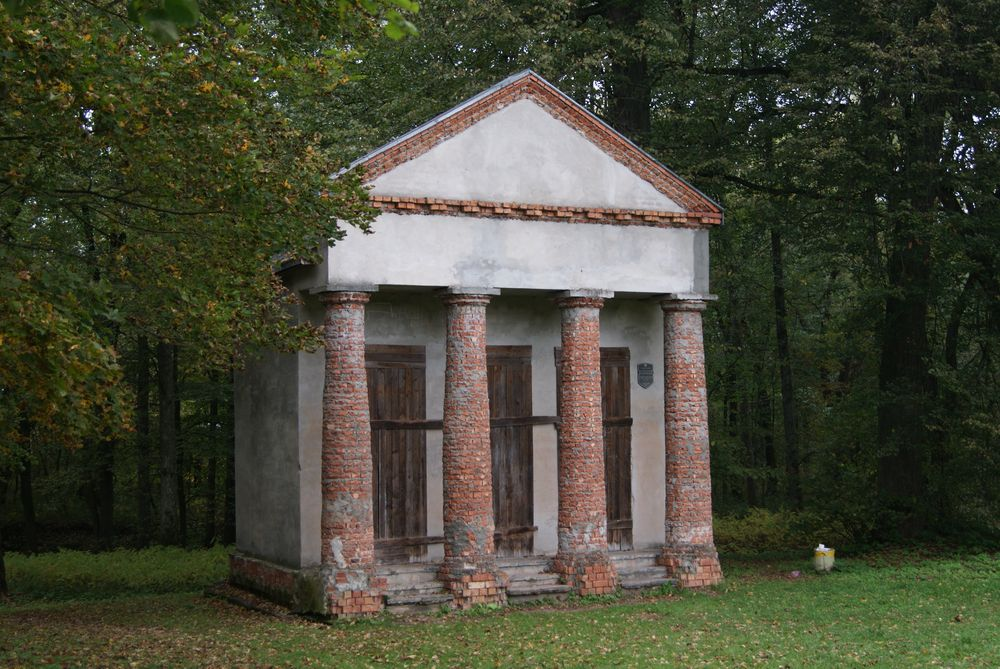
Świątynia grecka w parku

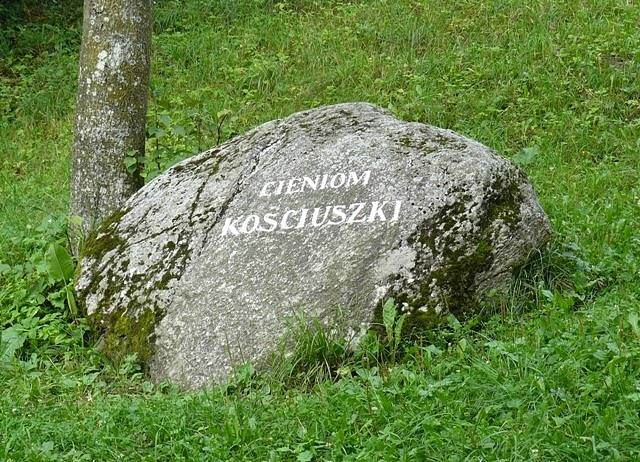
Cieniom Kościuszki

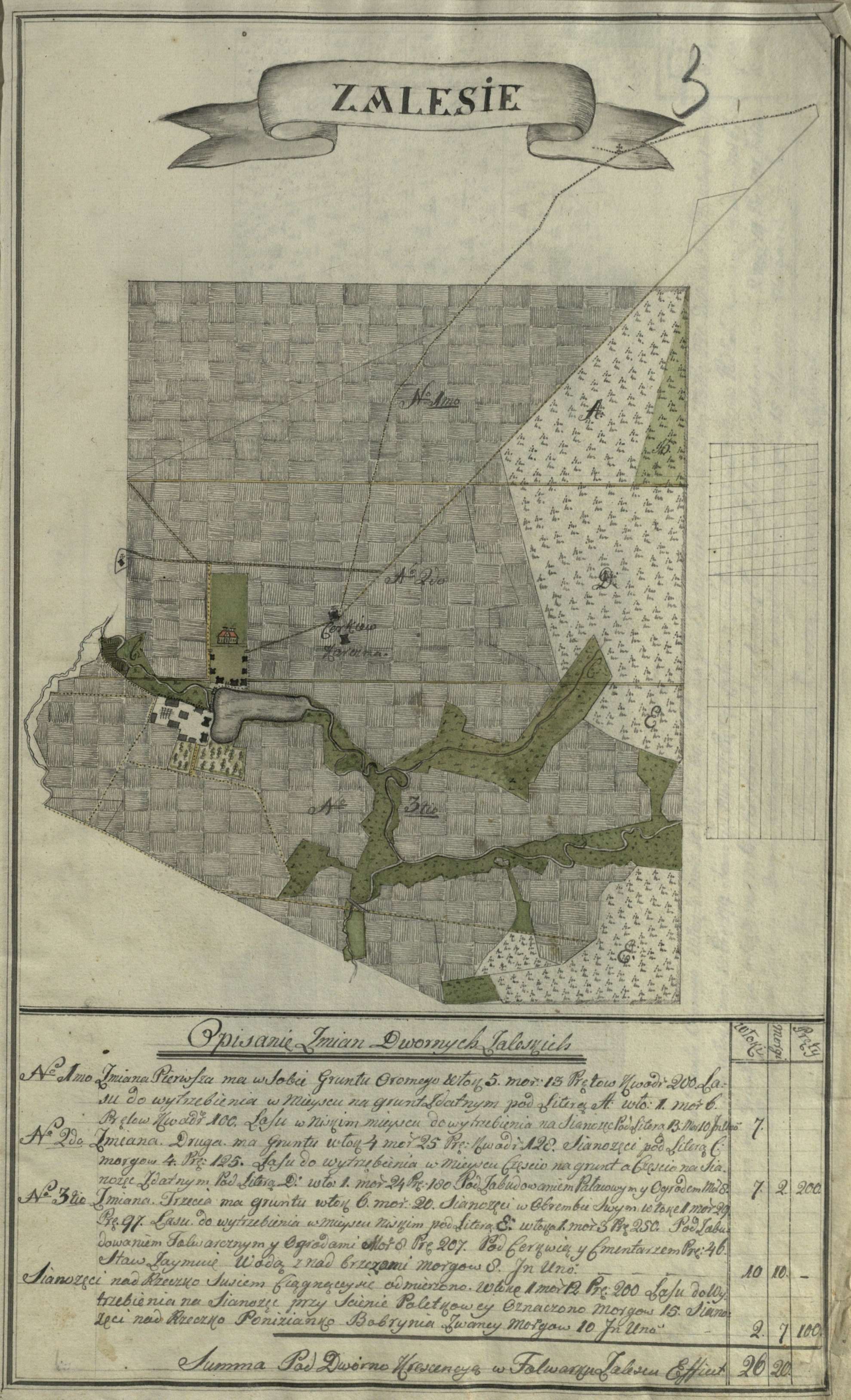
Plan parku z 1800 r.

Michał Kleofas Ogiński zamieszkał w starym, drewnianym pałacu w Zalesiu w 1802 roku. Zlecił wykonanie projektu nowego pałacu profesorowi architektury Uniwersytetu Wileńskiego Michałowi Szulcowi, a samą budowę zlecił Józefowi Poussier.
Pałac miał nietypowy kształt: składał się z dwóch, zróżnicowanych pod względem wysokości i długości skrzydeł ustawionych pod kątem prostym do siebie. Główne skrzydło miało 50 m długości, a skrzydło boczne, z oranżerią – 160 m. Główny korpus budynku składał się z trzech piętrowych segmentów i parterowych łączników między nimi. Na całej długości centralnego segmentu wybudowano czterokolumnowy portyk toskański. Dach tej części miał kształt trzystopniowej piramidy zwieńczonej obeliskiem z zegarem, nadając mu charakter bardziej świątyni niż domu mieszkalnego. Od strony parku do głównego segmentu przylegał obszerny taras. Łączniki były pięcioosiowe, a dwa boczne, piętrowe pawilony były wzniesione na planie kwadratu z dachem namiotowym. 
Park wokół pałacu miał powierzchnię około 20 ha. Lewa strona parku była starsza i miała regularny charakter, natomiast prawa strona, stworzona w czasach Michała Kleofasa miała charakter ogrodu romantycznego. W oranżerii i ogrodzie botanicznym rosły rzadkie rośliny południowe, m.in. drzewa morelowe i figowe. Wśród wielu pawilonów stał również pawilon chiński. Aleksander Chodźko napisał tak w swym poemacie „Zalesie”: Wszystko tu po kitajsku, nic naszego nie ma. Tylko wierzch kończy Ogińskich emblema. Chińska altana nie przetrwała I wojny światowej, zachowała się jednak jedna ze świątyń greckich, której ruina stoi do dziś. Przetrwał również wielki głaz, na którym Michał Kleofas kazał wyryć: Cieniom Kościuszki, inny zachowany głaz poświęcony jest pamięci nauczyciela Michała Kleofasa – Jana Rolay.
W drugiej połowie XIX wieku opuszczony pałac niszczał, dopiero duże zasługi w ratowaniu pałacu i parku położyła ostatnia ich właścicielka, Maria Żebrowska. Po przebudowie urządziła w pałacu letnisko. Pałac przetrwał II wojnę światową i czasy radzieckie. Do dziś zachowała się również lipowa aleja wiodąca do pałacu oraz niektóre fragmenty parku w stylu angielskim oraz półokrągła altanka w stylu romantycznym.
Od 2009 roku majątek należy do władz rejonu smorgońskiego. W ramach transgranicznego projektu „Łotwa-Litwa-Białoruś” władze rejonu przeprowadziły w latach 2011–2015 prace restauracyjne w majątku, na które przeznaczono 212 tys. euro ze środków Komisji Europejskiej oraz 25 tys. euro ze środków białoruskich władz lokalnych.
Kompleks pałacowy jest historyczno-kulturalnym zabytkiem Białorusi o numerze identyfikacyjnym 412Г000598.
Pałac jest znany z rysunków Leonarda Chodźki (z 1822 roku) i Napoleona Ordy (z około 1877 roku) oraz z fotografii sprzed 1914 i sprzed 1939 roku. Majątek Zalesie został opisany w 4. tomie Dziejów rezydencji na dawnych kresach Rzeczypospolitej Romana Aftanazego.